# Ernst Otto Beckmann

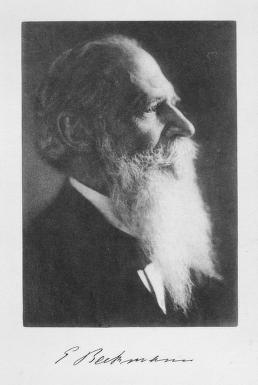
Ernst Otto Beckmann

Ernst Otto Beckmann, född 4 juli 1853 i Solingen, död 12 juli 1923 i Berlin, var en tysk kemist.
Beckmann blev professor i Giessen 1891, i Erlangen 1892 samt i Leipzig 1897, där han grundade ett laboratorium för tillämpad kemi. 1911-21 var han föreståndare för Kaiser Wilhelm-Gesellschafts kemiska institut i Dahlem (Berlin). Beckmans viktigaste arbeten handlar om näringsmedelskemi, de eteriska oljornas kemi, undersökningar över oximidoföreningarnas isomeriförhållanden samt utarbetandet av fysikaliskt-kemiska arbetsmetoder. Kan konstruerade även en termometer med föränderlig kvicksilverfyllning samt apparater för att bestämma molekylvikter.